# Godegisilo

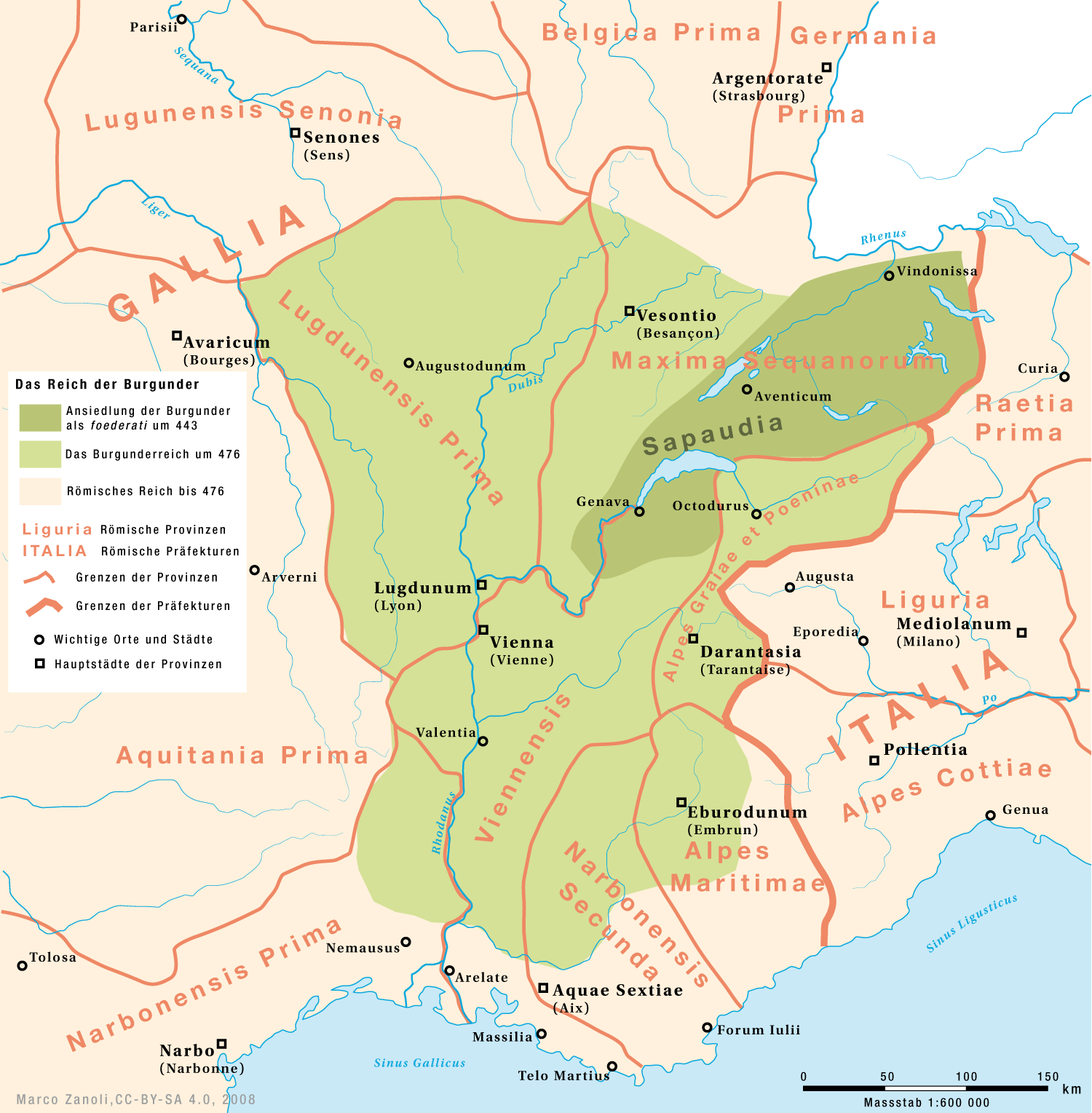
Reino de Borgoña entre los años 473 d. C. y 476 d. C.

Godegisilo fue un rey de Burgundia (473-501). Hijo menor del rey Gondioc. A la muerte de su padre recibe el norte del reino, con las ciudades de Besançon, Langres, Chalon-sur-Saône, Autun, Ginebra y el Valais. Establece su capital en Ginebra.

## Orígenes
Era el hijo de Gondioc, rey de Burgundia, y su esposa, una hermana de Patricio Ricimero.
Fue el cuarto y más pequeño hijo de Gondioc. Gregorio de Tours lo menciona junto con sus hermanos Gundebaldo, Gundomaro y Chilperico II, como hijos de Gondio y también el Liber Historiae Francorum lo menciona junto con sus hermanos como un hijo de Gondioc, del linaje visigodo del rey Atanarico.

## Historia
Su padre, Gondioc, compartió el reinado junto con su hermano Chilperico. Gondioc lo designó heredero el 463. A la muerte de su padre, circa 473, junto con sus hermanos Godegiselo, Gundobadus, Gundomaro y Chilperico II , que ascendió al trono, compartiéndolo con su tío, Chilperico I. Pero el poder efectivo quedó, hasta su muerte, en manos del tío Chilperico y no está claro si los sobrinos ya tenían el título real o sólo eran herederos a la espera de la muerte del tío. A Godegisilo le correspondió gobernar el valle del Doubs, con sede en Besançon, mientras que los hermanos gobernados respectivamente: Gundomaro un tramo del valle del Ródano, con sede en Vienne, Chilperico II el valle del Saona, con sede en Lyon, y Gundobadus el Valle alto del Ródano con sede en Ginebra .
Los cuatro sobrinos empezaron a preparar la sucesión y Gundemar y Chilperico II se aliaron contra Gundebaldo. Godegisilo permaneció neutral. Gundebaldo salió triunfante del conflicto y el 476 ocupó la capital del reino, Vienne. A la muerte de Chilperico I (asesinado el 476 o desaparecido de muerte natural antes del 480) Godegisilo pudo alcanzar el trono conjuntamente con Gundebaldo. Se procedió probablemente a un reparto del territorio y Godegisilo recibió la parte norte con Besançon, Langres, Chalon sur Saône, Autun, Ginebra y el Valais y estableció la capital en Ginebra. Gundebaldo se quedó con la parte sur.
El 500 se alió con Clodoveo I para eliminar a su hermano Gundebaldo y convertirse en el rey de Burgundia. Clodoveo, inducido por su mujer Clotilde, que quería vengar su padre Chilperico II de Burgúndia, le ayudó bajo promesa de un tributo anual. En el año 500 derrotó a Gundebaldo en la batalla de Dijón. Pero Gundebaldo pudo huir a Aviñón y en el 501 logró reconquistar el reino. A continuación, asesinó a Godegisilo en Vienne y lo reemplazó por su hijo Segismundo.

## Descendientes
Sobre su descendencia existe controversia. Unas fuentes dice que Godegisilo, no tuvo esposas y no hay noticias de ningún descendiente. Otras que a pesar de ser arriano y se casó con Teodolinda, católica, que le dio dos hijos. Poco después del asesinato de Godegisilo su esposa, Teodolinda, fue ahogada, y los dos hijos decapitados; sólo dos nietas del rey derrotado, Gondioque y Seledeubeuda se libraron de la matanza. La primera fue esposa de Clodomiro y, al morir este, de Clotario I.